# Giovanni Battista Colomba
Giovanni Battista Colomba (Arogno, 1638 – Varsavia, 24 aprile 1693) è stato un pittore, architetto, decoratore e stuccatore svizzero.

## Opere
- Praga, Santa Casa di Loreto: stucchi
- Příbram (sud di Praga), Santuario di Svatá Hora (Sacro Monte), dipinti
- Waldhausen im Strudengau, Chiesa del convento: stucchi e dipinti
- Graz, Cappella privata dello Joanneum, affreschi
- Mariazell, Santuario, dipinti
- Maria Taferl, Santuario, affreschi e stucchi
- Kremsmünster, Abbazia, affreschi
- Linz, Chiesa dei Gesuiti, altare maggiore
- St. Florian, nell'Abbazia, stucchi e altare maggiore
- Arogno, chiesa parrocchiale di Santo Stefano, dipinti
- Vöcklabruck, Chiesa parrocchiale di Sant'Egidio, dipinti